# Diataga compsacma
Diataga compsacma är en fjärilsart som beskrevs av Edward Meyrick 1919. Diataga compsacma ingår i släktet Diataga och familjen äkta malar.
Artens utbredningsområde är Guyana. Inga underarter finns listade i Catalogue of Life.